# Епархия Какамеги
Епархия Какамеги (лат. Dioecesis Kakamegaënsis) — епархия Римско-Католической Церкви с центром в городе Какамега, Кения. Епархия Какамеги входит в митрополию Кисуму. Кафедральным собором епархии Какамеги является церковь святого Иосифа в городе Какамега.

## История
27 февраля 1978 года Римский папа Павел VI издал буллу Properamus et gestimus, которой учредил епархию Какамеги, выделив её из епархии Кисуму. В этот же день епархия Какамеги вошла в митрополию Найроби.
27 апреля 1987 года епархия Какамеги передала часть своей территории для возведения новой епархии Бунгомы.
21 мая 1990 года епархия Бунгомы вошла в митрополию Кисуму.

## Ординарии епархии
- епископ Филипп Сулумети (28.02.1978 — 5.12.2014)
- епископ Joseph Obanyi Sagwe (с 5.12.2014)

## Источник
- Annuario Pontificio, Libreria Editrice Vaticana, Città del Vaticano, 2003, ISBN 88-209-7422-3
- Bolla Properamus et gestimus, AAS 70 (1978), стр. 278  (лат.)